# Андрій (принц Греції і Данії)
Андрій, принц Грецький і Данський (грец. Ανδρέας της Ελλάδας και της Δανίας, дан. Andreas af Grækenland og Danmark; 2 лютого 1882, Афіни, Греція — 3 грудня 1944, Монте-Карло, Монако) — четвертий син короля Греції Георга I і великої княжни Ольги Костянтинівни, онук короля Данії Кристіана IX; військовий діяч; був одружений з принцесою Алісою фон Баттенберг, від шлюбу з якою народилося чотири дочки і син Філіп, який в 1947 році одружився з майбутньою королевою Єлизаветою II.

## Біографія
Народився в Афінах 2 лютого 1882 року в родині грецького короля Георга I та королеви Ольги. Його батько був другим сином короля Данії Кристіана IX та королеви Луїзи Гессен-Кассельської. Георга покликали на грецький престол у 1863 році, він був рідним братом королеви Великої Британії Александри, імператриці Марії Федорівни та короля Данії Фредеріка VIII. Мати була дочкою великого князя Костянтина Миколайовича, сина імператора Ніколая I та брата царя Александра II.
Як і всі його брати і сестри, принц Андрій вільно володів англійською, грецькою, німецькою, французькою, російською, данською та італійською мовами. У сім'ї принц спілкувався з братами і сестрами грецькою, з батьками англійською.
1902 року відбулася коронація короля Едуарда VII та Александри Данської, на якій був присутній і принц Андрій. Там він познайомився зі своєю майбутньою дружиною принцесою Алісою фон Баттенберг. Вона була дочкою німецького принца Людвіга Баттенберга і Вікторії Гессен-Дармштадтської. По материнській лінії Аліса була правнучкою королеві Вікторії і рідною племінницею імператриці Олександри Федорівни.
1909 року політична ситуація в Греції призвела до державного перевороту. Група незадоволених офіцерів сформувала націоналістичну організацію «Військова ліга», що в зрештою призвело до відставки Андрія з армії і приходу до влади Елефтеріоса Венізелоса.
Через три роки у зв'язку з початком балканських воєн Андрій був відновлений в армії у званні підполковника 3-го кавалерійського полку і керівником польового госпіталю. Під час війни його батька вбили. Андрій успадкував від батьків віллу Монрепо на острові Корфу. До 1914 року принц Андрій мав численні військові нагороди й посади в прусській і російській арміях, а також данські й італійські нагороди.
Під час Першої світової війни він неодноразово відвідував Велику Британію від імені свого брата короля Костянтина I. Король дотримувався політики нейтралітету у війні, але уряд Венізелоса підтримав у війні Союзників. До червня 1917 король відрікся від грецького престолу, передавши його своєму синові Олександру I. Більшість членів грецької королівської родини покинули батьківщину і жили переважно у Швейцарії.
Протягом наступних трьох років Олександр був королем Греції. 1920 року він помер. Престол знову посів король Костянтин. Андрія поновили на військовій службі у званні генерал-майора. Сім'я оселилася на віллі Монрепо.
Під час Другої греко-турецької війни Андрій командував II армійським корпусом у битві при Сакара, яка закінчилася поразкою грецької армії.
Через невдоволення результатами війни 11 вересня 1922 року спалахнуло повстання. Відбувся «Процес шести», що завершився смертним вироком для шести з дев'яти обвинувачених. Принцу Андрію, старшому командиру в невдалій кампанії, пред'явили звинувачення в «непокорі наказам» і «дії за власною ініціативою», але він у той час перебував на острові Корфу. Його заарештували і перевезли до Афін; засуджений тим самим судом через кілька днів і визнаний винним у тому ж злочині, але пом'якшувальною обставиною стала повна відсутність у нього військового досвіду, унаслідок чого замість страти його засудили до довічного вигнання з країни. Разом із сім'єю він відплив на британському крейсері HMS Calypso.
Андрій разом з дружиною і дітьми оселилися в невеликому будинку в Сен-Клу на околиці Парижа, який їм позичила принцеса Марія Бонапарт, яка була дружиною брата Андрія Георга.
1930 року принц видав книгу «Towards Disaster: The Greek Army in Asia Minor in 1921», у якій описав свої дії під час битви при Сакарі. Перебуваючи у вигнанні, подружжя віддалилося один одного. У принцеси Аліси трапився нервовий зрив; вона проживала й лікувалась у Швейцарії. Всі їхні дочки стали дружинами представників німецьких княжих родів й переїхали до Німеччини, а єдиного сина, принца Філіпа, відправили до Великої Британії на навчання, де про нього піклувалися англійські родичі матері. Андрій влаштувався на півдні Франції.
На французькій Рів'єрі принц жив у невеликій квартирі, у готелях або на яхті своєї подруги графині Андре де ла Бінь. Його шлюб з Алісою фактично розпався, а після відновлення здоров'я вона повернулася до Греції. 1936 року Андрію дозволили повернутися до Греції. Наступного року його третя дочка Сесилія загинула разом з чоловіком, дітьми та свекрухою в авіакатастрофі під Остенде; на похоронах доньки Андрій і Аліса зустрілися вперше за шість років.
Протягом останніх п'яти років життя Андрій не спілкувався і не бачив дружину і єдиного сина, який служив в англійському флоті.
Помер 3 грудня 1944 року в готелі Метрополь у Монте-Карло, Монако, від серцевої недостатності й артеріального склерозу. Спочатку його поховали в російській православній церкві в Ніцці; 1946 року його останки перепоховали на королівському цвинтарі в Татої поблизу Афін.

## Діти
У шлюбі з принца з Алісою Баттенберг народилося чотири дочки і син:
- Маргарита, принцеса Грецька і Данська (18.04.1905 — 24.04.1981) — перша праправнучка королеви Вікторії, дружина німецького князя Готфріда Гогенлое-Лангенбурзького з 1931 року, народила п'ятьох дітей;
- Теодора, принцеса Грецька і Данська (13.05.1906 — 16.10.1969) — дружина принца Бертольда Баденського з 1931, мали двох синів і дочку;
- Сесилія, принцеса Грецька і Данська (22.06.1911 — 16.11.1937) — дружина Георга Донатуса, наслідного принца Гессенського з 1931 року, мали двох синів і дочку, загинула разом з чоловіком, свекрухою і двома синами в авіакатастрофі 1937 року, була вагітна четвертою дитиною, рештки якої знайшли серед уламків літака;
- Софія, принцеса Грецька і Данська (26.06.1914 — 3.11.2001) — 1930 року одружилася з принцом Крістофом Гессенським, мали п'ятьох дітей, після його загибелі одружилася з принцем Георгом Вільгельмом Ганноверським 1946 року, мали двох синів і дочку;
- Філіп, принц Грецький і Данський (10.06.1921 - 09.04.2021) — одружився в1947 році з майбутньою королевою Єлизаветою II, дочкою короля Георга VI і леді Єлизавети Боуз-Лайон, отримав титули герцога Единбургського, графа Меріонетського і барона Гринвіцького, мав трьох синів і дочку.